# Stowarzyszenie ŁKS Siatkówka Żeńska
Lo Stowarzyszenie ŁKS Siatkówka Żeńska è una società pallavolistica femminile polacca con sede a Łódź, facente parte dell'omonima polisportiva: milita nel campionato di Liga Siatkówki Kobiet.

## Storia
La polisportiva Łódzki Klub Sportowy viene fondata nel 1908: la sezione di pallavolo femminile viene aggiunta nel 1929. La squadra subisce un riassetto societario nel 1958 per debuttare poi nella massima divisione del campionato polacco nella stagione 1968-69.
Il primo successo arriva nella stagione 1975-76 quando il club si aggiudica per la prima volta la Coppa di Polonia. Nell'annata 1981-82 conquista per la seconda volta la coppa nazionale, a cui fa seguito nella stagione successiva la vittoria del primo campionato. Conquista nuovamente la Coppa di Polonia nell'edizione 1985-86. Questi risultati permettono al club di partecipare alle competizioni europee: tra i migliori risultati il quarto posto nella Coppa CEV 1989-90.
Con la retrocessione, complice l'ultimo posto al termine della stagione 1992-93, inizia un lento declino che porta la società a militare nelle categorie minori. Torna nuovamente nella massima divisione, la Liga Siatkówki Kobiet, nella stagione 2016-17. Nella stagione 2018-19 vince il secondo scudetto e nell'annata 2022-23 il terzo.

## Rosa 2021-2022
| N° | Nome                 | Ruolo | Data di nascita   | Nazionalità sportiva |
| -- | -------------------- | ----- | ----------------- | -------------------- |
| 2  | Martyna Grajber      | S     | 28 marzo 1995     | Polonia              |
| 3  | Paulina Maj          | L     | 22 marzo 1987     | Polonia              |
| 4  | Joanna Pacak         | C     | 9 giugno 1996     | Polonia              |
| 5  | Pietra Jukoski       | S     | 4 maggio 1998     | Brasile              |
| 6  | Kamila Ganszczyk     | C     | 2 dicembre 1991   | Polonia              |
| 7  | Valentina Diouf      | O     | 10 gennaio 1993   | Italia               |
| 8  | Weronika Sobiczewska | O     | 6 maggio 1999     | Polonia              |
| 11 | Ivna Marra           | O     | 25 gennaio 1990   | Brasile              |
| 12 | Roberta Ratzke       | P     | 28 aprile 1990    | Brasile              |
| 13 | Krystyna Tkaczewska  | L     | 24 luglio 1987    | Polonia              |
| 14 | Angelika Gajer       | P     | 6 ottobre 1998    | Polonia              |
| 15 | Klaudia Alagierska   | C     | 2 gennaio 1996    | Polonia              |
| 18 | Julita Piasecka      | S     | 25 settembre 2002 | Polonia              |
| 21 | Veronica Jones       | S     | 20 gennaio 1997   | Stati Uniti          |
| 25 | Zuzanna Pieniak      | C     | 14 febbraio 2004  | Polonia              |
| 27 | Alicja Jaryszek      | S     | 7 marzo 2022      | Polonia              |

## Palmarès
- Campionato polacco: 3

1982-83, 2018-19, 2022-23
- Coppa di Polonia: 3

1975-76, 1981-82, 1985-86